# Медове (Кропивницький район)
Медо́ве —  село в Україні, в Устинівській селищній громаді Кропивницького району Кіровоградської області. Населення становить 68 осіб.

## Населення
Згідно з переписом УРСР 1989 року чисельність наявного населення села становила 87 осіб, з яких 40 чоловіків та 47 жінок.
За переписом населення України 2001 року в селі мешкали 72 особи.

### Мова
Розподіл населення за рідною мовою за даними перепису 2001 року:
| Мова       | Відсоток |
| ---------- | -------- |
| українська | 97,06 %  |
| білоруська | 1,47 %   |
| російська  | 1,47 %   |